# Булгаков, Дмитрий Иванович
Князь Дмитрий Иванович Булгаков — сын боярский и воевода на службе у великого князя Ивана III Васильевича и Василия III Ивановича.
Гедеминович, потомок в VIII поколении от литовского князя Гедемина. Младший из четырёх сыновей боярина Ивана Васильевича Патрикеева по прозвищу Булгак, по которому носил фамилию князья Булгаковы. Князья Патрикеевы занимали одно из центральных мест при дворе Ивана III. Три его брата имели боярский титул. Старший брат Иван Мешок — боярин. Михаил Голица стал родоначальником князей Голицыных, а Андрей Курака — князей Куракиных.

## Биография
В феврале 1500 года на свадьбе дочери великого князя Ивана III Васильевича  — княжны Софьи Ивановны и князя Василия Даниловича Холмского был десятым в свадебном поезде. В 1514 году, после взятия Смоленска, в августе послан вторым воеводою войск к Минску, Борисову и на Друцкие поля. Вместе с братом князем Михаилом Ивановичем Голицей, в сентябре 1514 году в битве при Орше попали в литовский плен и провели там 38 лет, до 1552 года. При этом первые 12 лет они провели в оковах. Дмитрий скончался в плену, а Михаил Голица вскоре после этого был отпущен уже старцем.
Князь Дмитрий Иванович умер бездетным. Русская православная церковь, уважая столь долговременное его страдание за Веру, Государя и Отечество, внесла его имя в соборный синодик на вечное поминовение в Успенском соборе Московского кремля.